# 国立病院機構福岡東医療センター

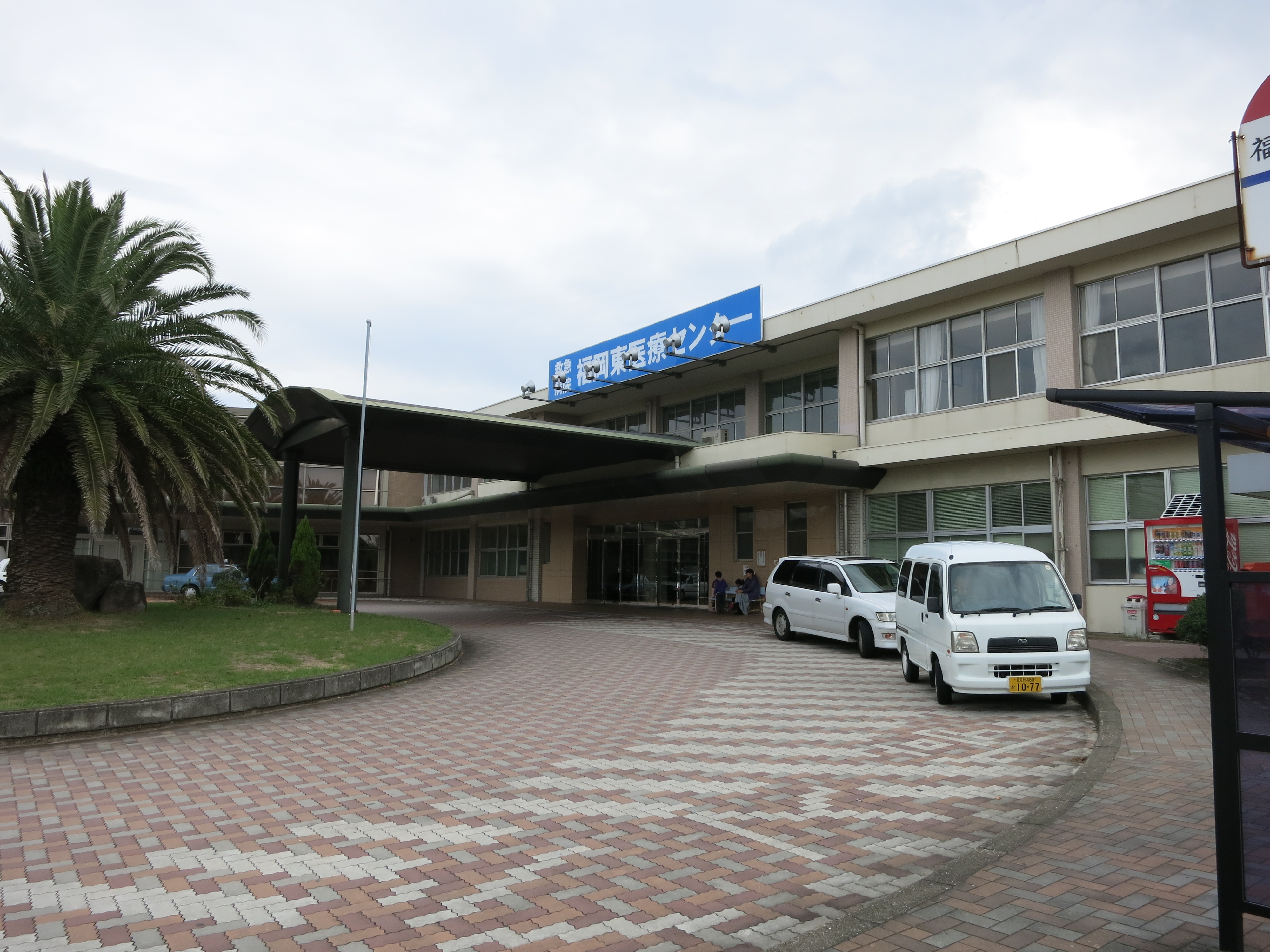
正面入口

独立行政法人国立病院機構福岡東医療センター（どくりつぎょうせいほうじんこくりつびょういんきこうふくおかひがしいりょうセンター）は福岡県古賀市にある医療機関。独立行政法人国立病院機構が運営する病院である。旧国立療養所福岡東病院。
政策医療分野における呼吸器疾患の基幹医療施設、循環器病、内分泌・代謝性疾患、重症心身障害の専門医療施設である。また病院の性格も1999年に救急告示医療機関となり、急性期型病院へと変化してきた。地域医療支援病院の承認を受けるほか、地域がん診療連携拠点病院であり、2009年12月25日付で福岡県の災害拠点病院に指定され、2014年からは第一種感染症指定医療機関（2床）、第二種感染症指定医療機関（10床）に指定されている。

## 沿革
1962年 - 国立福岡療養所、国立療養所清光園、国立療養所福寿園の3つの国立療養所を統合し、国立療養所福岡東病院として発足。

## 診療科
- 内科
- 神経内科
- 麻酔科
- 血液内科
- 呼吸器科
- 放射線科
- 脳血管内科
- 消化器科
- リハビリテーション科
- 小児科
- 循環器科
- 整形外科
- 外科
- 呼吸器外科
- 脳神経外科
- 腎臓内科
- 精神科
- 臨床腫瘍センター
- 脳血管・神経センター
- 臨床検査部門
- 手術部門

## 医療機関の指定等
- 保険医療機関
- 地域救命救急センター
- 労災保険指定医療機関
- 指定自立支援医療機関（更生医療・育成医療・精神通院医療）
- 身体障害者福祉法指定医の配置されている医療機関
- 精神保健指定医の配置されている医療機関
- 生活保護法指定医療機関
- 結核指定医療機関
- 戦傷病者特別援護法指定医療機関
- 原子爆弾被害者一般疾病医療取扱医療機関
- 公害医療機関
- 地域医療支援病院
- 小児救急医療拠点病院
- 臨床研修指定病院
- がん診療連携拠点病院
- 特定疾患治療研究事業指定医療機関
- DPC対象病院
- 小児慢性特定疾患治療研究事業指定医療機関
- 第一種感染症指定医療機関
- 第二種感染症指定医療機関

## 交通アクセス
- JR九州鹿児島本線古賀駅より西鉄バス3・6系統で福岡東医療センター正門前下車、または徒歩約20分。
- JR九州鹿児島本線千鳥駅より徒歩約15分。
- 九州自動車道古賀ICより約5分。